# (466880) 2015 DY5
(466880) 2015 DY5 es un asteroide perteneciente al cinturón de asteroides, descubierto el 18 de enero de 1998 por el equipo Spacewatch desde el Observatorio Nacional de Kitt Peak (Arizona, Estados Unidos).